# Death Parade
Death Parade (デス・パレード?, Desu Parēdo) è una serie televisiva anime ideata, scritta e diretta da Yuzuru Tachikawa, prodotta da Madhouse e trasmessa in Giappone tra il 9 gennaio e il 27 marzo 2015. La serie deriva da un cortometraggio dal titolo Death Billiards, sempre prodotto da Madhouse per l'Anime Mirai 2013.
In Italia i diritti di entrambe le opere sono stati acquistati da Dynit per la trasmissione in streaming sulla web TV VVVVID.

## Trama
Il Quindecim (クィーン・デキム?, Kuīn Dekimu), dal numero latino Quindici, è un misterioso bar dove lavora un barista solitario di nome Decim. Ogni volta che due persone sulla Terra muoiono nello stesso istante, esse sono mandate a uno dei molti misteriosi bar come il Quindecim, dove saranno costrette a partecipare al Death Game (デスゲーム?, Desu Gēmu), un gioco mortale nel corso del quale i segreti che le hanno portate lì e il loro destino saranno svelati: Decim è infatti uno dei giudici che deciderà se la loro anima sarà reincarnata o finirà nel vuoto.

## Personaggi

### Personaggi principali
Decim (デキム?, Dekimu)
Doppiato da: Tomoaki Maeno (ed. giapponese), Alberto Bognanni (ed. italiana)
Il barista del Quindecim, il cui compito è quello di fare da giudice ai vari Death Game assegnatigli. Il suo hobby è costruire manichini a immagine e somiglianza degli ospiti che ha dovuto giudicare. Più tardi si scopre che, a differenza degli altri giudici, egli è dotato di emozioni umane. Pian piano inizia ad avere dubbi sull'effettiva validità del metodo dei Death Game, ritenendo di doversi avvicinare di più agli umani per ottenere dei giudizi corretti. Nell'ultimo episodio il suo velo di freddezza cade, e viene visto esprimere emozioni umane nella loro pienezza piangendo e sorridendo.
Chiyuki (知幸?)
Doppiata da: Asami Seto (ed. giapponese), Emanuela Damasio (ed. italiana)
Un'umana che inizialmente non si ricorda il suo vero nome. È l'assistente di Decim e il suo compito è quello di fargli da aiutante nel corso dei vari giochi. Più tardi si scopre che i suoi ricordi sono stati presi proprio da Decim, il quale non l'ha potuta giudicare nei giochi in quanto, una volta entrata nel Quindecim, lei era già consapevole di essere morta. Più avanti recupererà i suoi ricordi: era una pattinatrice professionista di nome Chiyuki che dopo un infortunio fu costretta a ritirarsi; a seguito di ciò cadde in un profondo stato di depressione ed angoscia esistenziale, decidendo poi di togliersi la vita. Nell'ultimo episodio viene finalmente giudicata da Decim, il quale la destina alla reincarnazione. Decim le sarà riconoscente per avergli insegnato la pietà, e di poter vedere più in profondità, nel cuore delle persone, permettendogli di giudicare più equamente i clienti che avrà in futuro. Per ricordarla Decim costruirà un manichino a lei somigliante seduto a fianco al suo bar. Nell'episodio pilota Death Billiards sembra essere anche lei un membro dei giudici, facendo da guida ai morti che devono partecipare al gioco.

### Giudici
Nona (ノーナ?, Nōna)
Doppiata da: Rumi Ōkubo (ed. giapponese), Barbara Pitotti (ed. italiana)
Il capo di Decim che ogni tanto sovrintende ai giochi. Gioca spesso a biliardo con Oculus, vincendo sempre. È stata lei a fare in modo che Chiyuki ricordasse di essere morta una volta entrata nel Quindecim, portando così Decim a provare per la prima volta delle emozioni. Verso la fine, Nona rivela di essere stanca delle cose immutabili del mondo dei giudici, ritenendo che le loro regole non funzionano correttamente, sugli umani. Nonostante sia opinione comune che i giudici inclusa lei e Oculus siano marionette, in realtà essi sono vivi e vivono, il presente come gli umani. Il piano su Decim consiste proprio, nel dare una svolta al sistema dei giudici e il loro mondo. Cosa che alla fine riesce.
Ginti (ギンティ?)
Doppiato da: Yoshimasa Hosoya (ed. giapponese), Enrico Chirico (ed. italiana)
Un altro giudice di Death Game che gestisce il bar Viginti. Prova una certa ostilità verso Decim, e contrariamente agli altri giudici sembra essere più emotivo, arrogante e permaloso. Per un po' anche lui avrà al suo fianco un'umana, per la quale non riuscirà fin da subito a decidere a quale giudizio destinarla.
Oculus (オクルス?, Okurusu)
Doppiato da: Tesshō Genda (ed. giapponese), Dario Oppido (ed. italiana)
Etichettato come "colui che è più vicino a Dio", Oculus passa il tempo libero giocando a biliardo galattico, spesso in compagnia di Nona. È un fervente sostenitore delle regole riguardanti i giudici, tra le quali quella secondo cui essi non possono provare emozioni, in quanto ciò li avvicinerebbe troppo agli esseri umani. Ciò sembra anche indicare che non accetta molto i cambiamenti, nel mondo fuori da quello umano. Ha una barba a forma di fiore di loto che può far allungare per leggere il pensiero degli altri. Inoltre, sostiene che Dio se n'è andato molto tempo fa, per motivi ignoti. Si considera una marionetta priva di sentimenti come i giudici, e che quello che Nona stia facendo, non porterà alcun risultato. Nona replica che lui mente a se stesso e che in realtà anche Oculus vive, poiché si pone spesso domande, lasciandolo sorpreso.

### Giocatori
Uomo (男?, Otoko)
Doppiato da: Yūichi Nakamura
Un giovane uomo che giunge al Quindecim insieme a un anziano dopo essere stato ucciso dalla sua fidanzata per averla tradita. Nel corso del Death Game di Death Billiards, perde la testa e aggredisce il suo sfidante, procedendo la sfida a biliardo da solo fino a vincerla mentre il suo avversario è svenuto. Viene destinato alla reincarnazione.
Anziano (老人?, Rōjin)
Doppiato da: Jun Hazumi
Un anziano signore molto pacato che si rivela essere un ottimo giocatore di biliardo. Ha passato gli ultimi anni della sua vita come un vegetale, morendo presumibilmente di vecchiaia. Nel corso del Death Game di Death Billiards, viene aggredito dal suo avversario. Prima del giudizio sussurra qualcosa all'orecchio di Decim; viene in seguito mandato nel vuoto, sorridendo prima che le porte dell'ascensore si chiudano.
Takashi (たかし?)
Doppiato da: Kazuya Nakai (ed. giapponese), Sergio Lucchetti (ed. italiana)
Uno dei due giocatori del primo Death Game di Death Parade, morto in un incidente stradale causato da una sua distrazione, insieme alla moglie. Tenta di vincere a freccette contro sua moglie Machiko per vendicarsi del suo presunto tradimento con un altro uomo, ma finisce per perdere lo stesso. In ogni caso, Decim decide comunque di destinarlo alla reincarnazione invece che al vuoto.
Machiko (真智子?)
Doppiata da: Ayako Kawasumi (ed. giapponese), Jessica Bologna (ed. italiana)
Uno dei due giocatori del primo Death Game di Death Parade. Nel corso del gioco rivela di essere incinta e, dopo aver vinto a freccette contro suo marito Takashi, ammette di aver avuto una relazione con un altro uomo e di avere sposato lui solo per i suoi soldi. Per questo motivo, Decim decide di destinarla al vuoto invece che alla reincarnazione. Nel secondo episodio si insinua però la possibilità che amasse realmente il marito, pur avendolo davvero tradito, e che si sia mostrata così senza cuore solamente per alleviare il senso di colpa di Takashi, dovuto al fatto di essere stato la causa della morte loro e del figlio non ancora nato.
Shigeru Miura (三浦 しげる?, Miura Shigeru)
Doppiato da: Junji Majima, Lynn (da bambino) (ed. giapponese), Matteo Liofredi (ed.italiana)
Uno dei due giocatori del secondo Death Game di Death Parade. È uno studente del college che si riunisce con la sua amica d'infanzia proprio al bar Quindecim. Più tardi si ricorda di essere morto insieme a lei su un autobus a causa di un incidente stradale. Accortosi di essere innamorato dell'amica, decide di fidanzarsi con lei per il tempo rimasto. Decim decide quindi di destinarlo alla reincarnazione invece che al vuoto.
Mai Takada (高田 舞?, Takada Mai)
Doppiata da: Mao Ichimichi, Yuna Taniguchi (da bambina) (ed. giapponese) , Ludovica Bebi (ed. italiana)
Uno dei due giocatori del secondo Death Game di Death Parade. È un'impiegata part-time della pista da bowling dove vanno a giocare Shigeru e i suoi amici. Inizialmente crede di essere Chisato, altra amica d'infanzia di Shigeru, ma più tardi si ricorda della sua vera identità. Era innamorata di Shigeru e, siccome questi in vita non se ne accorse, decise di farsi la plastica facciale per avvicinarsi a lui. Alla fine del gioco realizza il suo sogno d'amore. Decim decide di destinarla alla reincarnazione, come Shigeru.
Chisato Miyazaki (みやざき ちさと?, Miyazaki Chisato)
Doppiata da: Marie Hatanaka (ed. giapponese), Monica Volpe (ed. italiana)
Un'amica d'infanzia di Shigeru e Mai che da bambina si trasferì via con la sua famiglia.
Misaki Tachibana (橘みさき?, Tachibana Misaki)
Doppiata da: Yuriko Yamaguchi (ed. giapponese), Paola Majano (ed. italiana)
Uno dei due giocatori del terzo Death Game di Death Parade. È la conduttrice di un reality show. Da giovane ebbe una relazione con un uomo violento che la abbandonò dopo averla messa incinta. In seguito ad altri rapporti disastrosi, cercò di crescere i suoi cinque figli da sola nonostante tutto quello che aveva passato, ma col tempo si interessò di più al successo, finendo poi per essere uccisa dalla sua assistente, stanca dei maltrattamenti del suo capo. Decim decide di destinarla al vuoto, anche per via del comportamento violento da lei assunto nel corso del Death Game.
Yōsuke Tateishi (立石 洋介?, Tateishi Yōsuke)
Doppiato da: Masakazu Morita (ed. giapponese), Gianluca Crisafi (ed. italiana)
Uno dei due giocatori del terzo Death Game di Death Parade. Dopo il divorzio dei suoi genitori e il secondo matrimonio del padre, rifiutò la presenza della sua nuova madre in casa e cercò di evitarla in tutti i modi, finché non si convinse a suicidarsi. Si pente del gesto quando si ricorda di come la madre pazientemente e amorevolmente cercava di farsi accettare, sperando che Yosuke la chiamasse "mamma": Decim decide quindi di destinarlo alla reincarnazione invece che al vuoto.
Mayu Arita (有田 マユ?, Arita Mayu)
Doppiata da: Atsumi Tanezaki (ed. giapponese), Eleonora Reti (ed. italiana)
Uno dei due giocatori del quarto Death Game di Death Parade. È una liceale, fan sfegatata della boy band C.H.A., che è morta scivolando su una saponetta nel bagno di casa sua. La sua partita a twister contro Harada viene giudicata da Ginti, il quale alla fine decide di farla rimanere al suo bar Viginti, non riuscendo a decidere se destinarla al vuoto oppure alla reincarnazione. Nell'episodio 11 viene infine giudicata: messa da Ginti di fronte a un bivio (salvare Harada o uno sconosciuto), decide di sacrificarsi insieme al suo idolo, finendo dunque nel vuoto con lui.
Harada (原田?)
Doppiato da: Mamoru Miyano (ed. giapponese), Alessandro Campaiola (ed. italiana)
Uno dei due giocatori del quarto Death Game di Death Parade. È un idol che fa parte della boy band C.H.A., nonché un noto donnaiolo. Dopo avere avuto una relazione con una sua fan ed averla lasciata, questi si è suicidata e sua sorella l'ha ucciso per vendetta. In un primo tempo simula soltanto un atteggiamento amichevole verso Mayu, ma in seguito lega davvero con lei. Il suo giudizio, inizialmente rimandato da Ginti come quello di Mayu, lo porterà ad essere condannato, insieme alla ragazza, al vuoto invece che alla reincarnazione.
Shimada (島田?)
Doppiato da: Takahiro Sakurai (ed. giapponese), Federico Campaiola (ed. italiana)
Uno dei due giocatori del quinto Death Game di Death Parade. Giunge al Quindecim con una borsa con dentro un coltello insanguinato, ma inizialmente non ricorda per cosa lo abbia usato. Nel corso del Death Game i suoi ricordi riaffiorano: dopo la violenta aggressione di sua sorella da parte di uno stalker, Shimada decise di vendicarsi da sé andando ad uccidere l'uomo, riuscendo nell'intento ma venendo nel frattempo ferito a sua volta; uccise poi anche il detective Tatsumi (il quale era penetrato nell'appartamento dello stalker), scambiandolo per un complice del criminale, e successivamente morì lui stesso per il troppo sangue perduto. Shimada si infuria quando durante il Death Game scopre che Tatsumi è stato effettivamente testimone dello stupro di sua sorella senza intervenire e, nonostante i tentativi di Chiyuki di calmarlo, il ragazzo si vendica nuovamente sul detective infliggendogli dolore grazie ai dischetti del Quindecim con sopra raffigurati gli organi dei partecipanti. Viene fatto intendere che sia lui che Tatsumi vengano infine destinati da Decim al vuoto invece che alla reincarnazione.
Tatsumi (辰巳?)
Doppiato da: Keiji Fujiwara (ed. giapponese), Mimmo Strati (ed. italiana)
Uno dei due giocatori del quinto Death Game di Death Parade. Era un detective che, dopo l'assassinio di sua moglie, si vendicò sul criminale responsabile uccidendolo. Dopodiché divenne una sorta di giustiziere, perseguitando coloro che si macchiavano di gravi crimini. Assistette allo stupro della sorella di Shimada, ma non fece nulla per impedirlo poiché, per fare giustizia sull'aggressore, doveva attendere che compisse effettivamente qualcosa di criminale. Venne poi ucciso da Shimada, il quale lo scambiò per un complice dello stalker dopo essere penetrato nell'appartamento del delinquente. Nel corso del Death Game il suo atteggiamento varia notevolmente: da serio, amichevole, ponderato e quasi paterno, assume sempre più un atteggiamento sadico e insensibile man mano che recupera i ricordi. Alla fine viene probabilmente mandato nel vuoto, come Shimada.
Sachiko Uemura (上村 幸子?, Uemura Sachiko)
Doppiata da: Ikuko Tani
Un'ospite solitaria che viene spedita al Quindecim senza un compagno su richiesta di Decim. In vita era una mangaka che amava molto le sue creazioni. Si scopre poi essere la moglie dell'anziano di Death Billiards; non si sa se sia morta di vecchiaia, o di dolore per la perdita del marito, una combinazione delle due cose o altro ancora, ma in ogni caso afferma che non le interessi sapere come sia deceduta. Giunta al Quindecim, Sachiko gioca a carte insieme a Decim e Chiyuki, per poi essere destinata dal primo alla reincarnazione.

### Altri personaggi
Clavis (クラヴィス?, Kuravisu)
Doppiato da: Kōki Uchiyama (ed. giapponese), Daniele Raffaeli (ed. italiana)
Un addetto agli ascensori che mostra quasi sempre un sorriso cordiale ed amichevole.
Quin (クイーン?, Kuīn)
Doppiata da: Ryōko Shiraishi (ed. giapponese), Roberta De Roberto (ed. italiana)
Un membro del dipartimento informazioni che gestiva il bar Quindecim prima che Decim prendesse il suo posto. È un tipo gioviale e amichevole, amante dei liquori umani. È in buoni rapporti con Nona.
Castra (カストラ?, Kasutora)
Doppiata da: Ryōka Yuzuki (ed. giapponese), Daniela Abbruzzese (ed. italiana)
Una donna che osserva i decessi in tutto il mondo per poi abbinare le anime ai giudici.

## Produzione

### Cortometraggio
L'anime è stato concepito inizialmente come cortometraggio prodotto da Madhouse in occasione del progetto Anime Mirai 2013 del Young Animator Training Project. Intitolato Death Billiards (デス・ビリヤード?, Desu Biriyādo) e scritto e diretto da Yuzuru Tachikawa, ha debuttato nei cinema giapponesi il 2 marzo 2013. In Italia l'opera è stata acquistata da Dynit nel 2015 e pubblicata su VVVVID in streaming il 18 giugno dello stesso anno. Al contrario della serie TV, il cortometraggio non ha potuto godere di un doppiaggio in italiano a causa della mancanza della traccia musica ed effetti.

### Serie TV

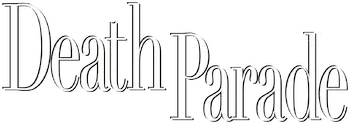
Decim, il barista del Quindecim

La serie televisiva anime, intitolata Death Parade e basata sul cortometraggio del 2013, è andata in onda dal 9 gennaio al 27 marzo 2015. Le sigle di apertura e chiusura sono rispettivamente Flyers di Bradio e Last Theater dei NoisyCell. Gli episodi sono stati trasmessi in streaming in simulcast da Dynit su VVVVID in Italia, da Funimation in America del Nord e da Madman Entertainment su AnimeLab in Australia e Nuova Zelanda. In particolare, Funimation ha trasmesso in streaming anche una versione doppiata in inglese a partire dal 18 febbraio 2015.

#### Episodi
| Nº | Titolo italiano Giapponese 「Kanji」 - Rōmaji | Prima visione    | Prima visione    |
| Nº | Titolo italiano Giapponese 「Kanji」 - Rōmaji | Giapponese       | Italiano         |
| 1  | Death Seven Darts 「デス・セブンダーツ」 - Desu Sebun Dātsu | 9 gennaio 2015   | 28 dicembre 2016 |
| 1  | Takashi e Machiko, novelli sposi, giungono al Quindecim; qui il barman Decim spiega che il loro destino verrà deciso dopo una partita di un gioco selezionato casualmente. Takashi e Machiko dovranno sfidarsi nel gioco delle freccette, tenendo presente che ogni settore del bersaglio è collegato a un organo dell'avversario: ogni freccia valida causerà un dolore all'avversario proporzionale al punteggio ottenuto. Durante la partita Takashi scoprirà che la moglie gli ha tenuto nascosto molte cose, e che non è la fedele mogliettina che immaginava. Il verdetto finale di Decim, nonostante la vittoria di Machiko, prevede la reincarnazione per Takashi e il vuoto per Machiko. |                  |                  |
| 2  | Death Reverse 「デス・リバース」 - Desu Ribāsu | 16 gennaio 2015  | 29 dicembre 2016 |
| 2  | Nona, una dei giudici del Quindecim, porta con sé una giovane dai capelli scuri con l'intenzione di farne un'assistente per Decim durante la valutazione dei soggetti che si giocano la reincarnazione. Nona conduce la Ragazza in una stanza dietro al salone dove Decim sta valutando il comportamento di Takashi e Machiko e, durante la partita di freccette, le illustra come funziona il Quindecim. Dopo il giudizio di Decim Nona e la Ragazza lo raggiungono; qui la giovane dà la sua opinione sui fatti ai quali ha assistito, e Decim inizia a pensare di aver espresso un giudizio affrettato. |                  |                  |
| 3  | Rolling Ballade 「ローリング・バラード」 - Rōringu Barādo | 23 gennaio 2015  | 16 febbraio 2017 |
| 3  | Al Quindecim giungono un ragazzo e una ragazza, deceduti in un incidente stradale. Per loro viene organizzata una sfida a bowling; durante la gara i due hanno dei ricordi del loro passato: lui è Shigeru Miura, e la sua avversaria somiglia a Chisato Miyazaki, una sua amica d'infanzia. La giovane non ricorda il suo nome, ma prova una forte attrazione, ricambiata, per Shigeru; quasi al termine della gara dice di essere Chisato: i ragazzi sono felici di essersi ritrovati e Shigeru le chiede un appuntamento proponendole di diventare la sua fidanzata. Dopo la partita Decim concede ai due di starsene insieme prima di emettere il verdetto; quando i giovani entrano negli ascensori che li condurranno al loro destino si scopre che la ragazza in realtà è Mai Takada, un'altra amica di infanzia di Chisato e Shigeru, che decise di sottoporsi alla chirurgia estetica per assomigliare a Chisato - trasferitasi con la famiglia quando era ancora una bambina.                 |                  |                  |
| 4  | Death Arcade 「デス・アーケード」 - Desu Ākēdo | 30 gennaio 2015  | 23 febbraio 2017 |
| 4  | I nuovi avventori del Quindeciem sono Misaki Tachibana (un'affermata conduttrice televisiva) e Yōsuke Tateishi (un otaku che conduce una vita riservata). I due si sfidano a un videogioco arcade, dove nell'arena di un picchiaduro dovranno aggiudicarsi due round su tre per sconfiggere l'avversario. Durante la sfida si scopre che Misaki, madre di cinque figli, ha subito più volte violenza domestica alla quale ha reagito mostrandosi violenta con gli altri, mentre Yōsuke non ha mai accettato la seconda moglie del padre e la trattava con indifferenza. All'ultimo round si chiude in parità, nonostante il comportamento violento di Misaki che ha ripetutamente sbattuto il volto di Yōsuke sul videogioco; prima di emettere il suo verdetto Decim consola entrambi – Misaki è disperata perché ha lasciato soli i suoi figli e Yōsuke perché non è riuscito a chiamare "mamma" la sua matrigna.                                                                                     |                  |                  |
| 5  | Death March 「デス・マーチ」 - Desu Māchi | 6 febbraio 2015  | 2 marzo 2017     |
| 5  | Da un po' di tempo la Ragazza ha un sogno ricorrente, che pare una fiaba che ha per protagonisti due bambini che giocano sulla neve. Al bancone del Quindecim appaiono un uomo e un bambino; mentre Decim spiega le regole del locale l'uomo inizia a dare in escandescenze. Decim, dopo aver citato il racconto Il filo del ragno di Ryūnosuke Akutagawa, blocca l'uomo con dei fili simili a ragnatele; nello stesso tempo il bambino colpisce la Ragazza rendendola incosciente. Mentre Decim soccorre la Ragazza si accorge che il bambino in realtà è Ginti – il giudice di un altro bar – camuffato. Nona giunge sul posto, spiegando che si è trattato di un esame per Decim: non si era accorto che non avrebbe potuto emettere un verdetto per il bambino perché non aveva ricevuto i suoi ricordi. Il test serve a ricordare a Decim che deve ancora emettere un giudizio sulla Ragazza, che si era già presentata al Quindecim ma non aveva potuto giudicarla perché ricordava la sua morte. |                  |                  |
| 6  | Cross Heart Attack 「クロス・ハート・アタック」 - Kurosu Hāto Atakku | 13 febbraio 2015 | 9 marzo 2017     |
| 6  | È il bar di Ginti a ospitare il nuovo giudizio; davanti a lui si presentano Mayu Arita, fan di un gruppo idol maschile e Harada, uno dei componenti del gruppo che Mayu adora. I due si affrontano in una partita a Twister, con un piano di gioco che si sviluppa sul pavimento di una grande stanza. Per un po' il gioco fila liscio, ma Ginti movimenta le cose quando aziona un pulsante che apre un baratro che lascia praticabili solo gli appoggi usati al momento dai giocatori; a quel punto il primo che cadrà nel baratro morirà. Mayu, stremata, si lascia cadere in segno di riconoscenza verso Harada e il suo gruppo; Harada però la afferra prima che cada perché ha sulla coscienza una fan che si suicidò perché era stata lasciata da lui. Nonostante tutto Mayu scivola nel baratro, ma sul fondo del baratro gli spuntoni su cui stava cadendo si trasformano in cuscini salvandola.                                                                                               |                  |                  |
| 7  | Alcohol Poison 「アルコール・ポイズン」 - Arukōru Poizun | 20 febbraio 2015 | 16 marzo 2017    |
| 7  | La Ragazza trova, nella libreria della sua stanza, il racconto della storia di Chavvot che sogna tutte le notti; il libro le fa ricordare che ne aveva uno uguale quando era bambina. Viene mostrato l'arrivo di Decim e Ginti tra i giudici; Decim prende il posto di Quin, la giudice che ha gestito il Quindeciem fino a quel momento e che si trasferisce al dipartimento informazioni. Decim si fa subito notare per il voler capire i pensieri delle persone che deve giudicare e per conservare dei manichini con le fattezze delle persone per le quali ha emesso un verdetto. Più tardi Nona e Quin, in un momento di relax, parlano delle potenzialità di Decim come giudice che usa un approccio atipico per le sue valutazioni e del ruolo dei giudici che devono decidere dei defunti senza conoscere cosa sia la morte. |                  |                  |
| 8  | Death Rally 「デス・ラリー」 - Desu Rarī | 27 febbraio 2015 | 23 marzo 2017    |
| 8  | Decim riceve i ricordi di due nuovi avventori ed è in difficoltà: per la prima volta avrà a che fare con un omicida. Davanti a lui e alla Ragazza in apprensione appaiono Tatsumi – un detective – e Shimada – un ragazzo. Prima di sfidarsi a una gara di hockey da tavolo, Shimada si accorge che nella sua borsa c'è un coltello insanguinato ma non sa spiegarsi da dove provenga. Durante la partita Tatsumi ricorda che, rientrando a casa, ha trovato la moglie assassinata; Shimada invece ricorda che in una situazione simile aveva trovato la sorella minore Sae picchiata a sangue e terrorizzata. Entrambi si ripromettono di cercare i responsabili delle aggressioni per vendicarsi una volta usciti dal Quindecim; intanto la Ragazza riceve gli stessi ricordi che ha visto Decim, e con terrore scopre che entrambi i giocatori sono degli assassini. La gara intanto, dopo un momento di stallo, sta per entrare nel vivo.                                                           |                  |                  |
| 9  | Death Counter 「デス・カウンター」 - Desu Kauntā | 6 marzo 2015     | 30 marzo 2017    |
| 9  | Prosegue la sfida tra Tatsumi e Shimada, resa più crudele dal fatto che da ora ogni gol causerà delle sofferenze al giocatore che l'ha subito. I due ricordano altri frammenti degli eventi prima della morte, fino a quando non emerge che Tatsumi aveva assistito all'aggressione di Sae senza intervenire e che Shimada, dopo aver ucciso l'aggressore della sorella, ha pugnalato a morte anche il detective che si era introdotto nell'appartamento del delinquente per giustiziarlo. Decim sta per pronunciare il suo verdetto, ma la Ragazza interviene in maniera veemente per tentare di bloccare Shimada furioso verso il detective che non ha fatto nulla per bloccare l'aggressore; le parole della Ragazza mettono in crisi Decim, accusato di emettere i suoi verdetti senza cercare di conoscere le persone che dovrà giudicare. |                  |                  |
| 10 | Story Teller 「ストーリー・テラー」 - Sutōrī Terā | 13 marzo 2015    | 6 aprile 2017    |
| 10 | Decim deve decidere il destino della Ragazza che non può più rimanere nel limbo. Al Qindeciem si presenta Sachiko Uemura, una disegnatrice all'apparenza molto serena, che dovrà giocare contro la Ragazza. Il gioco sorteggiato è La vecchia, al quale parteciperà anche Decim. Durante la gara si scopre che Sachiko è contenta di come ha trascorso la sua vita terrena, completamente dedicata al suo lavoro fatto con passione. Intanto per la Ragazza affiorano altri ricordi d'infanzia; mentre rivede sua madre che le legge la storia di Chavvot ricorda che il suo nome è Chiyuki. La gara termina con la vittoria di Sachiko; nelle mani giocate da sola contro Decim Chiyuki si emoziona quando vede sulle carte da gioco il disegno di un pattino da ghiaccio, come se quell'oggetto avesse una parte fondamentale nel suo passato. Dopo il verdetto di Decim Chiyuki rimane ancora al Quindecim per recuperare i ricordi della sua vita.                                                  |                  |                  |
| 11 | Memento Mori 「メメント・モリ」 - Memento Mori | 20 marzo 2015    | 13 aprile 2017   |
| 11 | Il Quindecim si trasforma in una pista di pattinaggio su ghiaccio; Chiyuki indossa il suo abito da scena e i pattini e inizia a volteggiare sul ghiaccio. Durante le sue evoluzioni la ragazza ripercorre la sua vita: la passione per il pattinaggio alimentata fin da bambina, le prime lezioni con la madre, la partecipazione a varie gare fino a diventare una stella del pattinaggio di figura; la sua carriera si interrompe dopo una caduta, dopo la quale entrò in una profonda depressione che la condusse al suicidio. Al termine di questo viaggio nella memoria Decim serve a Chiyuki un ultimo cocktail dal nome significativo (Memento mori) prima di emettere il suo verdetto; quando la ragazza lo beve cade in un sonno profondo in attesa della scelta di Decim. Intanto Ginti emette il suo verdetto su Mayu e Harada: dopo la scelta della giovane di rimanere sempre accanto al suo idolo spedisce entrambi, ma uniti, nel vuoto.                                                 |                  |                  |
| 12 | Suicide Tour 「スーサイド·ツアー」 - Sūsaido Tsuā | 27 marzo 2015    | 20 aprile 2017   |
| 12 | Decim si fa inviare da Quin i ricordi di Chiyuki; intanto Chiyuki si risveglia in quella che era la sua camera da letto e, in compagnia di Decim, visita la casa dove abitava vedendo tutte le cose che le erano care. Durante questa visita la madre di Chiyuki rientra in casa; la ragazza non può interagire con lei ma riesce a vedere tutta la sofferenza che prova dopo il suo suicidio. Decim, vedendo che Chiyuki vorrebbe parlare con la madre, consegna alla ragazza il telecomando che consente di variare le sorti del mondo: se Chiyuki lo userà potrà tornare in vita, ma questo comporterà la morte di un estraneo. Chiyuki è tentata di premere il pulsante, ma alla fine rinuncia per non causare dolore ai conoscenti della persona che dovrebbe morire; Decim rimane colpito dalla decisione e, avendo finalmente conosciuto la tristezza e la disperazione, decide di destinare Chiyuki alla reincarnazione.                                                                        |                  |                  |